# Aqui não há quem viva
Aqui não há quem viva es una serie de televisión portuguesa retransmitida por el canal Sociedade Independente de Comunicação.
Su estreno fue el 19 de mayo de 2006 y acabó el 13 de julio de 2008 (tras su 2ª temporada).
Es una adaptación de Teresa Guilherme de la serie original española de Antena 3, Aquí no hay quien viva.

## Sinopsis y personajes
La serie cuenta el día a día de los inquilinos de un bloque de piso en Campo de Ourique (Lisboa). La historia comienza cuando una pareja joven se muda a este bloque que parece una verdadera casa de locos.
Sofia y Luísa son amigas y comparten piso. Mientras que Sofia es la mujer más deseada del edificio, Luísa está amargada y soporta como puede la pesada carga de ser la mejor amiga de la mujer más guapa del bloque.
Fernando y Gustavo son una pareja de homosexuales. Mientras que Fernando es más controlado, Gustavo se obceca cuando las cosas no le van bien y, a veces, parece un niño malcriado. Gustavo tiene un conejo de mascota.
Rui y Cristina son la pareja de inquilinos nuevos. Ella tiene muchas ganas de casarse y tener un hogar: infinitamente más que él.
Ellos tienen algunos problemas con João Costa, el presidente de la comunidad. João lleva doce años siendo el presidente de todos sus convecinos y lo único que hace en común con su mujer Dulce es convocar juntas para todo lo imaginable. Tienen dos hijos: Paula, una adolescente que siempre está pegada al móvil y Nino Miguel, el típico hermano pequeño.
Las hermanas Conceição y Palmira. Dos "ancianas" inquilinas. Conceição vive obsesionada con el amor y toda su magia. Nunca tuvo mucha suerte con los hombres y vive en un mundo aparte donde todo es color de rosa, como si tuviera quince años. Palmira fuma y bebe bagazo. Es la hermana más realista y siempre es la voz de la razón.
También están Armando y Celeste, madre y hijo. Armando es un galán que vive con su madre. Solterón empedernido, con algunas aventuras, necesita del cariño de su madre para ser feliz. 
Emílio es el portero y es un poco tonto. Vive en el cuarto de basura con su padre, Alberto, que lo manipula siempre que le apetece ya que su hijo nunca tuvo una gran personalidad.

## Elenco
- Carla Salgueiro - Cristina
- Carlos Areia - Alberto
- Diogo Morgado - Fernando
- Helder Agapito - Paulo
- Helena Isabel - Isabel
- João Baptista - Alex
- Joaquim Nicolau - André
- Linda Silva† - Palmira
- Luís Gaspar - Gustavo
- Manuel Sá Pessoa - Pedro
- Marco Costa - Carlos
- Maria João Abreu - Dulce
- Marta Andrino - Paula
- Marta Fernandes - Luísa
- Martinho Silva - Rui
- Natalina José - Celeste
- Nicolau Breyner† - João
- Pedro Diogo - Emílio
- Pêpê Rapazote - Armando
- Rita Ribeiro - Lurdes Costa
- Rosa Lobato Faria† - Conceição
- Ruben Leonardo - Nuno Miguel
- Sofia Aparício - Bia
- Soraia Chaves - Sofia

Resto del reparto
- Amilcar Azenha - Diogo (t2-)
- Lúcia Moniz - Rute (t2)
- Paula Lobo Antunes - Alda (t2-)
- Silvia Rizzo - Rosário (t2-)

Invitados
- Jorge Mourato
- Jorge Corrula
- Rui Unas
- José Figueiras
- Filomena Cautela
- Cristina Cavalinhos
- Diogo Amaral
- Luís Mascarenhas
- Vítor de Sousa
- Lídia Franco
- Alexandre de Sousa
- Teresa Guilherme

## Recepción
La serie gozó de un gran éxito de audiencia en Portugal llegando a haber episodios con un 30% de cuota de pantalla. Fue premiada en octubre de 2006 con el premio Premio Arco Iris, de la asociación ILGA Portugal, por su contribución a la lucha contra la discriminación y la homofobia.